# Bitwa pod Przemiarowem
Bitwa pod Przemiarowem – walki polskiej 17 Dywizji Piechoty z oddziałami sowieckiej 11 Dywizji Strzelców w czasie Bitwy Warszawskiej w okresie wojny polsko-bolszewickiej.

## Geneza
Realizując w drugiej połowie sierpnia 1920 operację warszawską, wojska polskie powstrzymały armie Frontu Zachodniego Michaiła Tuchaczewskiego. 1 Armia gen. Franciszka Latinika zatrzymała sowieckie natarcie na przedmościu warszawskim, 5 Armia gen. Władysława Sikorskiego podjęła działania ofensywne nad Wkrą, a ostateczny cios sowieckim armiom zadał marszałek Józef Piłsudski, wyprowadzając uderzenie znad Wieprza. Zmieniło to radykalnie losy wojny. Od tego momentu Wojsko Polskie było w permanentnej ofensywie.
W myśl rozkazu 5 Armii grupa generała Aleksandra Osińskiego przeprawiła się z powrotem na zachodni brzeg rzeki Narwi i prowadziła natarcie w kierunku północnym, celem zajęcia przedmości na Orzycu koło Szelkowa oraz Makowa.

## Walczące wojska
| Jednostka                        | Dowódca                 | Podporządkowanie |
| Wojsko Polskie                   |                         |                  |
| 17 Wielkopolska Dywizja Piechoty | gen. Aleksander Osiński | 5 Armia          |
| ⇒ 69 pułk piechoty               | kpt. Bolesław Kość      | 17 DP            |
| → III/69 pułku piechoty          | ppor. Stefan Słabędzki  | do XXXIII BP     |
| ⇒ 68 pułk piechoty               |                         | XXXIII BP        |
| → I/68 pułku piechoty            |                         | 68 pp            |
| → III/68 pułku piechoty          |                         | 68 pp            |
| ⇒ I/17 pułku artylerii polowej   |                         | 17 pap           |
| Armia Czerwona                   |                         |                  |
| 11 Dywizja Strzelców             |                         | 15 Armia         |

## Walki pod Przemiarowem
Po klęsce nad Wisłą dowództwo sowieckie pospiesznie uzupełniało i reorganizowało ocalałe z pogromu jednostki. W związku z szybkimi postępami polskiej kontrofensywy znad Wieprza, w godzinach wieczornych 18 sierpnia 1920 także 15 Armia Augusta Korka rozpoczęła odwrót.
19 sierpnia 69 pułk piechoty jako odwód 17 Wielkopolskiej Dywizji Piechoty maszerował na północ wzdłuż Narwi. Około 12.00 III batalion ppor. Stefana Słabęckiego odszedł do dyspozycji dowódcy XXXIII Brygady Piechoty. Po południu 16.00 III/69 pp otrzymał rozkaz przełamania pozycji obronnej nieprzyjaciela pod lasem na północ od wsi Przemiarowo. Broniły się tam przemieszane oddziały 11 Dywizji Strzelców z artylerią i taborami. 
By wykonać zadanie, należało opanować wioskę, a przy tym sforsować Pełtę. Teren był zupełnie odkryty, a kompanie zmuszone były od razu rozwinąć się w ugrupowanie przedbojowe. Na przedpolach wsi wywiązała się gwałtowna walka ogniowa broni ręcznej i maszynowej. Polakom zaczęło brakować amunicji, a przeciwnik szykował się do kontrataku. Na pole bitwy przybyły kolejne polskie pododdziały. Były to I i III batalion 68 pułku piechoty oraz I dywizjon 17 pułku artylerii polowej. Połączone siły złamały opór przeciwnika, a Polacy wzięli ponad 200 jeńców, zdobyli kilkanaście ckm-ów i tabory. Wykorzystując zalesiony teren, większość czerwonoarmistów ratowała się ucieczką. Pododdziały 17 Dywizji Piechoty atakowały dalej w kierunku Chmielów — Boby.